# ژنرال جکسان (قایق رودخانه)
ژنرال جکسان (قایق رودخانه) (به انگلیسی: General Jackson (riverboat)) یک کشتی نمایشی در رود کامبرلند در شهر نشویل ایالت تنسی است که طول آن ۲۷۴ فوت (۸۴ متر) و ارتفاع آن ۷۷ فوت (۲۳ متر) می‌باشد. این کشتی در سال ۱۹۸۵ ساخته شد و نامگذاری آن به احترام اندرو جکسون هفدهمین رئیس‌جمهور ایالات متحده است که در شهر نشویل درگذشته است.